# Зграда Трговачке академије
Зграда Трговачке академије се налази у Београду, на територији градске општине Стари град, представља непокретно културно добро као споменик културе.
Зграда је подигнута 1926. године, према пројекту архитекте Јездимира Денића, на месту старијег објекта Трговачке школе. Идеја о њеном оснивању, која датира још из средине 19. века, реализована је почетком 20. века. У овом објекту Трговачка академија се налазила само три године, а данас се у њему налази Правно-пословна школа.
Својим архитектонско-стилским карактеристикама, зграда припада академизираној варијанти српско-византијског стила. Улична фасада је оживљена карактеристичном алтерацијом појасева опеке и малтера, низом архиволти које почивају на пиластрима полукружног профила и декоративно обрађеним улазом. На дворишној фасади примењен је трем са стубовима и архиволтама. У ширим оквирима српске архитектуре ова грађевина представља најчистији пример примене српско-византијског стила на профаним објектима јавне намене.